# Мейкон (округ, Миссури)
Округ Мейкон (англ. Macon County) — округ штата Миссури, США. Население округа на 2009 год составляло 15 359 человек. Административный центр округа — город Мейкон.

## История
Округ Мейкон основан в 1837 году и был назван в честь северокаролинского сенатора Натаниеля Мэйкона.

## География
Округ занимает площадь 2082.4 км2.

## Демография
Согласно оценке Бюро переписи населения США, в округе Мейкон в 2009 году проживало 15 359 человек. Плотность населения составляла 7.4 человек на квадратный километр.

### Известные уроженцы
Джонс, Роберт Томас (1910—1999) — известный учёный-аэродинамик.